# Bas Hoeflaak
Bas Hoeflaak (Haarlem, 19 maart 1973) is een Nederlands acteur en cabaretier. Samen met Peter van de Witte vormde hij het cabaretduo Droog Brood. Tijdens hun afstudeerjaar aan de kleinkunstacademie speelden zij samen mee in "Miss Kaandorp" Brigitte de musical van Brigitte Kaandorp en Bert Klunder. Hij speelde in het seizoen 1999 in de musical Heerlijk duurt het langst van Annie M.G. Schmidt. Hij werkte mee aan het televisieprogramma Honk van de VARA, waar hij samen met Albert Jan van Rees de items "Cursus hip voor Sjoerd" en "Sjoerd Unlimited" maakte. Verder speelde hij rollen in verschillende televisie- en filmproducties (onder andere Baantjer, Het Klokhuis, Kicks, Keyzer en De Boer Advocaten en Sluipschutters).
Een van zijn bekendste rollen op televisie is als deel van de P.O.D. (per aflevering een andere betekenis: Pieten Opsporingsdienst of Pieten opleidingsdienst) bij het Sinterklaasjournaal. Ook was hij te zien als deel van de P.O.D. in Het Sinterklaasjournaal: De Meezing Moevie.
In de zomer van 2007 was Hoeflaak op De Parade te zien in de voorstelling "Tucht" van theatergroep Carver. Tegenwoordig is hij deel van het populaire sketch-programma Sluipschutters, samen met Ronald Goedemondt, Jochen Otten en Leo Alkemade.
In 2023 deed hij mee aan het eerste seizoen van online streamingsdienstprogramma LOL: Last One Laughing. Tijdens een poging om de andere deelnemers aan het lachen te maken zong hij Het fluitlied. Dit lied ging daarna viraal.

## Filmografie (selectie)
- 2004 - Baantjer De Cock en de moord op de zigeuner - Istvan Serbani
- 2011/2012 - Vrijdag op Maandag - diverse typetjes
- 2011 - Comedy Live - diverse typetjes
- 2013-heden - Sluipschutters - diverse typetjes
- 2015 - Studio Snugger - Sjef Snugger
- 2016 - Adios Amigos - als Joost
- 2016 - Roos en haar Mannen - sponsor
- 2016 - De Club van Sinterklaas & Geblaf op de Pakjesboot - politieagent
- 2019 - Harkum - burgemeester Tom Verweij
- 2019 - Oogappels - Bert
- 2019 - Remy en Juliyat - vader van Max
- 2019 - April, May en June - broer Jan
- 2021 - De regels van Floor - collega van Irma
- 2024 - Superkrachten voor je hoofd - Govert
- 2024 - De z van zus - Arie Mulder junior
- 2025 - Voetbalouders - Jacco (coach)